# Nakajima E4N
Il Nakajima E4N (九〇式二号水上偵察機?, Kyū rei-shiki ni-gō suijō teisatsu-ki, Ricognitore navale Tipo 90-2) era un monomotore da ricognizione biplano imbarcato prodotto, sia nella versione idrovolante che con carrello d'atterraggio, dall'azienda giapponese Nakajima Hikōki KK nei primi anni trenta.

## Storia del progetto
La marina imperiale giapponese, nell'ambito di un ammodernamento come conseguenza delle restrizioni dettate dal trattato navale di Washington, aveva cominciato ad avvicinarsi all'arma aerea equipaggiando le proprie unità con idrovolanti da ricognizione dalla metà degli anni venti, prima con lo Yokosuka E1Y ed affiancato successivamente dal Nakajima E2N. La costante evoluzione tecnologica dell'aviazione del periodo però rese velocemente superate le prestazioni offerte dai due modelli, cosa che rese necessaria l'emissione di una specifica per la fornitura di nuovi velivoli che potessero ricoprire quel ruolo.
Alla richiesta risposero l'Aichi Tokei Denki, con il Ricognitore navale Tipo 90-1 (E3A), la Nakajima Hikōki, che presentò il suo NZ, in seguito sviluppato nel NJ e ridesignato dalla marina ricognitore navale Tipo 90-2 (E4N), e la Kawanishi Kōkūki, che propose il suo Ricognitore navale Tipo 90-3 (E5K).

### Sviluppo
Il primo sviluppo proposto, l'NZ secondo la designazione aziendale diventato Tipo 90-2 o E4N1 secondo le convenzioni di designazione della marina imperiale, era un idrovolante monomotore biposto caratterizzato da una configurazione alare biplana e sistema di galleggiamento a scarponi, ovvero dotata di due galleggianti, ed equipaggiato con un motore 9 cilindri radiale raffreddato ad aria prodotto dalla stessa azienda, il Kotobuki, installato all'apice anteriore della fusoliera senza alcuna cappottatura.
Sottoposto alla valutazione della commissione della Marina imperiale il prototipo però venne respinto in favore di una diversa configurazione da galleggiamento. Venne quindi proposta una variante, l'NJ secondo la designazione aziendale diventato Tipo 90-2-2 o E4N2 secondo le convenzioni militari, caratterizzato da un sistema basato su un galleggiante centrale più due galleggianti stabilizzatori posti sotto l'ala inferiore. In questa configurazione, simile a quella adottata dallo statunitense Vought AXV1, designazione assegnata al Vought O2U Corsair versione idro valutato dalla marina imperiale nel 1929, venne accettato emettendo un ordine di fornitura per 85 esemplari.
La produzione dell'E4N2, avviata nel 1931, proseguì fino al 1933.
In seguito venne richiesta una versione dotata di carrello d'atterraggio che assunse la designazione E4N2-C e prodotta in 67 esemplari. Successivamente 9 di queste cellule vennero utilizzate per una conversione civile, designata P-1, un monoposto a cabina di pilotaggio chiusa e destinato al servizio di posta aerea.

## Varianti
E4N1 (Type 90-2)
prototipo, idrovolante biposto a scarponi realizzato in un solo esemplare.
E4N2 (Type 90-2-2)
versione idrovolante di produzione in serie, a scarpone centrale più galleggianti equilibratori, realizzato in 85 esemplari.
E4N2-C
variante terrestre dotata di carrello d'atterraggio fisso, realizzata in 67 esemplari.
P-1
versione aereo postale monoposto destinata al servizio civile, 9 esemplari convertiti da cellule di E4N2-C.

## Utilizzatori
Giappone
- Dai-Nippon Teikoku Kaigun Kōkū Hombu

## Velivoli comparabili
Germania
- Arado Ar 196

 Stati Uniti
- Curtiss SO3C Seamew
- Curtiss SC Seahawk
- Edo OSE-1
- Vought OS2U Kingfisher